# Hacıhüseynli
Hacıhüseynli è un comune dell'Azerbaigian situato nel distretto di Quba. Conta una popolazione di 1.731 abitanti.